# Міяндешт (Сіяхкаль)
Міяндешт (перс. مياندشت) — село в Ірані, у дегестані Дейламан, у бахші Дейламан, шагрестані Сіяхкаль остану Ґілян. У переписі 2006 року вказане як окремий населений пункт, але без відомостей про чисельність населення.

## Клімат
Середня річна температура становить 10,16 °C, середня максимальна – 24,95 °C, а середня мінімальна – -6,58 °C. Середня річна кількість опадів – 451 мм.
| Клімат поселення                              | Клімат поселення | Клімат поселення | Клімат поселення | Клімат поселення | Клімат поселення | Клімат поселення | Клімат поселення | Клімат поселення | Клімат поселення | Клімат поселення | Клімат поселення | Клімат поселення | Клімат поселення |
| Показник                                      | Січ.             | Лют.             | Бер.             | Квіт.            | Трав.            | Черв.            | Лип.             | Серп.            | Вер.             | Жовт.            | Лист.            | Груд.            |                  |
| Середній максимум, °C                         | 4,90             | 5,40             | 7,58             | 13,96            | 19,64            | 23,68            | 24,95            | 24,86            | 21,09            | 18,02            | 11,15            | 6,06             |                  |
| Середня температура, °C                       | −0,83            | −0,32            | 1,86             | 8,23             | 13,92            | 17,95            | 20,80            | 20,68            | 16,94            | 13,88            | 6,96             | 1,89             |                  |
| Середній мінімум, °C                          | −6,58            | −6,06            | −3,88            | 2,51             | 8,18             | 12,20            | 16,63            | 16,52            | 12,78            | 9,70             | 2,80             | −2,28            |                  |
| Норма опадів, мм                              | 38               | 39               | 64               | 52               | 39               | 16               | 15               | 14               | 25               | 49               | 49               | 51               |                  |
| Середньомісячна швидкість вітру, м/с          | 2.04             | 2.50             | 2.60             | 2.80             | 2.30             | 1.90             | 2.03             | 1.96             | 1.76             | 1.95             | 2.17             | 2.04             |                  |
| Середньомісячна сонячна радіація, кДж/м²·день | 7631             | 9997             | 12310            | 16474            | 20193            | 22397            | 22616            | 19634            | 16523            | 11946            | 9190             | 7284             |                  |
| --------------------------------------------- | ---------------- | ---------------- | ---------------- | ---------------- | ---------------- | ---------------- | ---------------- | ---------------- | ---------------- | ---------------- | ---------------- | ---------------- | ---------------- |
| Джерело:                                      |                  |                  |                  |                  |                  |                  |                  |                  |                  |                  |                  |                  |                  |